# محمية العميد

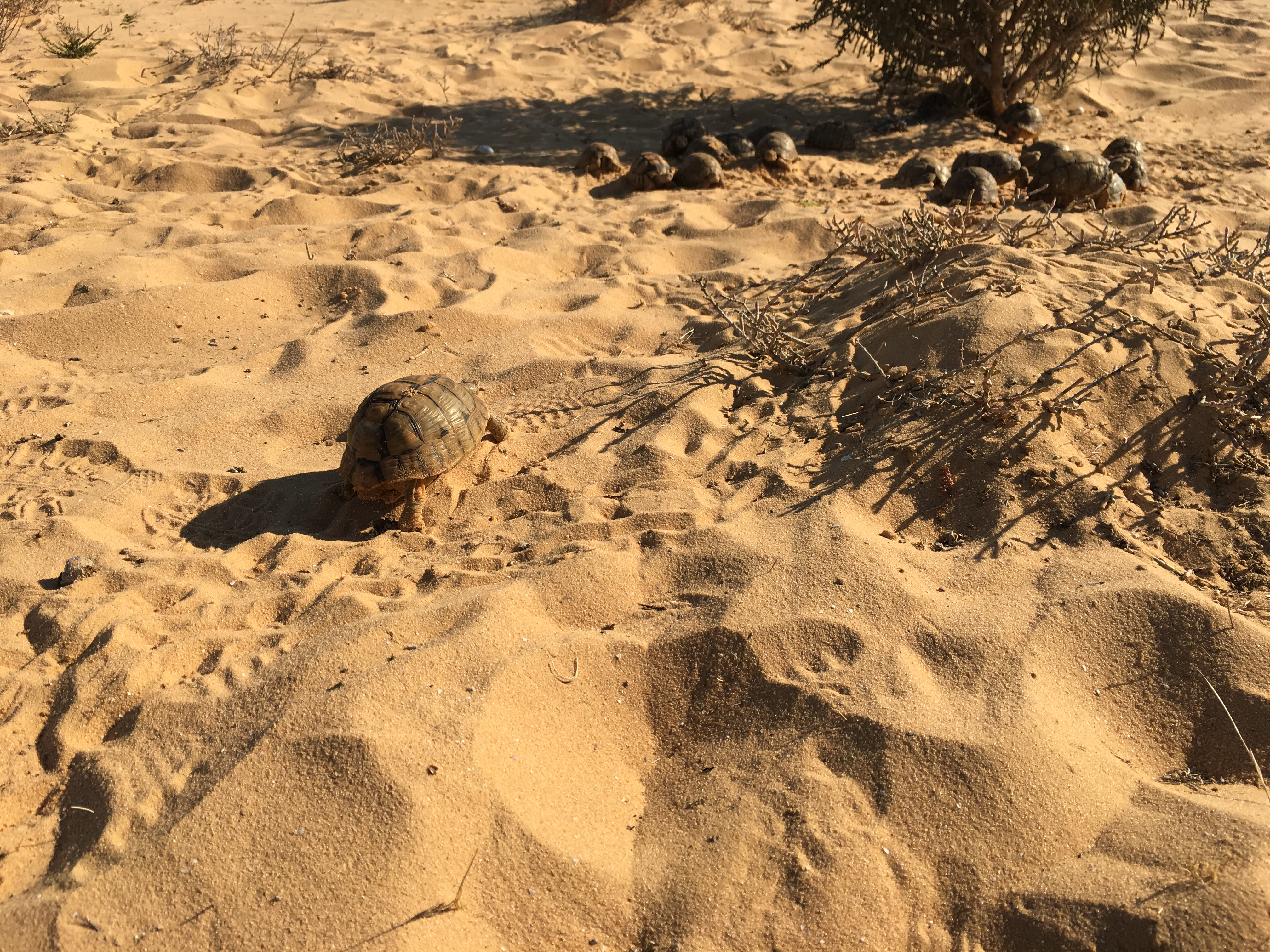

محمية العميد الطبيعية، هي محمية مصرية تقع على الساحل الشمالي الغربي بين خطي 28 و 29 درجة بالسهل الداخلي على بعد 83 كم غرب مدينة الإسكندرية.

## التنوع البيئي
تشتمل البيئة الطبيعية في محمية العميد على أهم البيئات المتباينة الموجودة بالساحل الشمالي الغربي منها:
الكثبان الرملية، المستنقعات والمسطحات الملحية، الأراضي الضحلة المستوية، السفوح الصخرية، الكثبان الرملية السليكية الداخلية، المسطحات الرملية السليكية الداخلية، الوديان والمنخفضات ذات الأراضي الخصبة.
كما أن المنطقة مغطاة بتكوينات رسوبية من العصرين الميوسين والهالوسين ومنها رواسب شاطئية وكثبان رملية ورواسب خلجانية وتكوينات طباشيرية.

## الغطاء النباتي
يتمثل الغطاء النباتي في أنواع عديدة من النباتات البرية تنمو في هذه المنطقة، معظمها ذات فوائد جمة منها طبية وأنواع أخرى ذات قيمة رعوية مثل نباتات خشبية تصلح للوقود. كما توجد بعض الزراعات التقليدية مثل التين والشعير.

## المجموعة الحيوانية
تحتوي منطقة المحمية على أنواع عديدة من الحيوانات مثل: الغزلان والأرانب البرية وثعالب الصحراء والجرابيع والفئران كما توجد بعض أنواع من الطيور المفترسة والحشرات والزواحف والقواقع.

## روابط خارجية
- محمية «العميد» الملاذ الأخير لإنقاذ السلاحف من الانقراض ، المصري اليوم في مايو 2014